# مخيم النصيرات
مخيم النصيرات مخيم فلسطيني من المخيمات الكبرى في قطاع غزة من حيث السكان والمساحة، ويضم أكبر تجمع للاجئين الفلسطينيين الذين نزحوا من ديارهم عام 1948م، يقع على بعد 8 كم جنوب مدينة غزة وعلى بعد 6كم شمال بلدة دير البلح ويقع المخيم في وسط قطاع غزة، أما الوادي المعروف باسم وادي غزة فهو يفصل بين شمال النصيرات وبين مدينة الزهراء، يحد المخيم من الغرب البحر الأبيض المتوسط ومن الشرق شارع صلاح الدين ومخيم البريج ويعيش السكان في بيوت متلاصقة وإن 24% من هذه البيوت متداعية ومعرضة للانهيار ففي موسم شتاء عام 1983م ونتيجة لهبوب العواصف سقط وتهدم عدد كبير منها وبخاصة الواقعة على مقربة من الشاطئ.
بلغ عدد سكان المخيم عام 1967م حوالي 17600 نسمة ارتفع إلى 28200 نسمة من المقيمين داخل المخيم عام 1987م وفق تقديرات وكالة الغوث.
يزرع في أراضي المخيم المزروعات الصيفية ويعتبر العنب أهم الفواكه المزروعة، وتقدم وكالة الغوث العديد من الخدمات في طليعتها الخدمات التعليمية للمرحلتين الابتدائية والإعدادية، وتشرف على هذه المدارس وتديرها وكالة الغوث، كما ان هناك عدة مدارس حكومية للبنين والبنات ويعاني الطلبة من الازدحام الشديد في الصفوف ونقص عدد الفصول فضلاً عن قلة عدد المدرسين والمدرسات.
وفي المخيم مركز للنشاط النسائي ومركز لرعاية وتدريب المكفوفين وروضة أطفال ومركز لتعليم الطباعة والسكرتارية. في مجال الخدمات الصحية فإن لوكالة الغوث عيادة طبية ومستوصف صحي تابع للحكومة ويحصل المريض على الأدوية مجاناً. يوجد في المخيم مصنع لتصنيع الأخشاب ومصنع لتعليب الحمضيات، وهناك عدة مصانع للطابوق الاسمنتي ومصنع للمواد الغذائية، وتكثر في المخيم المحلات التجارية وخاصة محلات الملابس ومحلات بيع الأسماك والخضروات، ومحلات الحلاقة التي إنتشرت بشكل كبير فاق عددهم المئات، ومهنة الزراعة وصيد الأسماك تعتبر مصدر أساسي للدخل ويمتلك الصيادون في النصيرات 25 مركباً للصيد.
من مساجد المخيم الشهيرة: مسجد الشهيد حسن البنا ومسجد عز الدين القسام وسيد قطب والشهداء والجمعية الإسلامية وفتحي الشقاقي وخالد الخطيب والدعوة والفاروق وغيرها.
وبالنصيرات مستشفى جديد ومركز الرازي الصحي.

## معالم أثرية

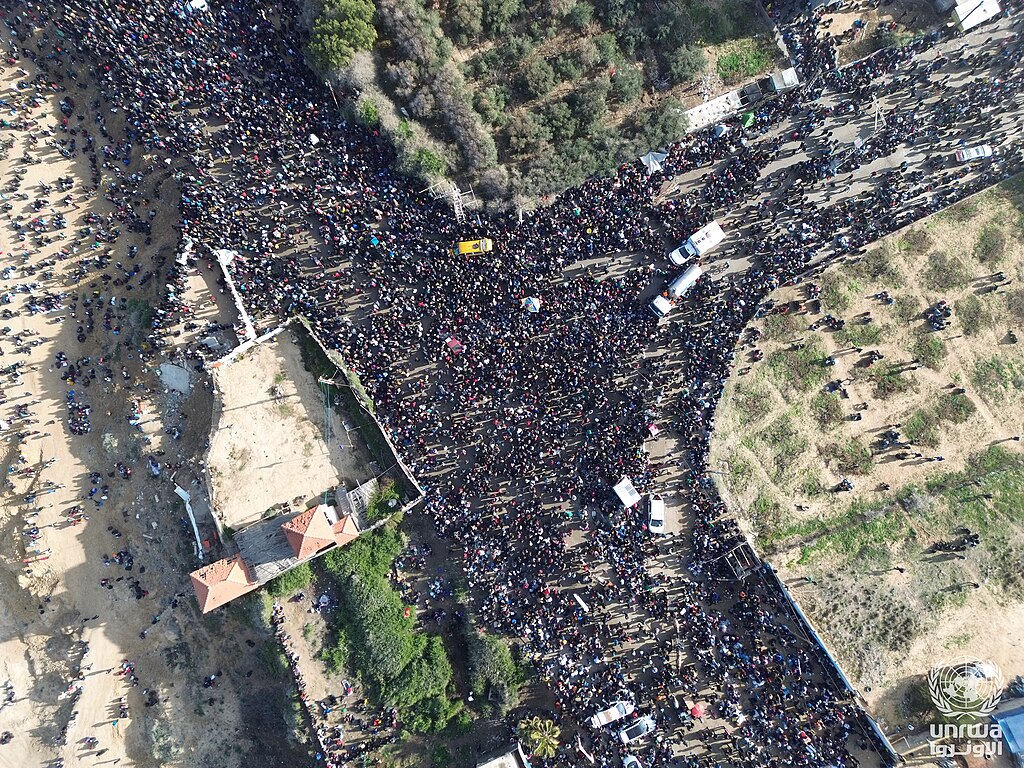
صورة جوية لنازحين فلسطينيين شمال النصيرات ينتظرون العودة إلى منازلهم في غزة، بعد نزوحهم إثر العدوان الإسرائيلي 2023-2025

يضم مخيم النصيرات معالم سياحية وأثرية مثل: «تل عامر» (وهي مدينة أو كنيسة بيزنطية تم اكتشافها عام 1995م)؛ وكذلك «تل عجول»، هي منطقة أثرية وجد بها بعض الآثار، وتقع بالقرب من وادي غزة؛ «ومقبرة الشوبابي»، وهي قديمة جداً، و«تل أبو حسين»؛ ومنطقة آثار قديمة يحتوي على مصكوكات قديمة تسمى «سحاتيت» (والسحتوت: هو عبارة عن عملة قديمة جداً)، وتلة أم ظهير.

## المرافق العامة
يوجد عدد من المؤسسات الحكومية في مخيم النصيرات، مثل مديرية التربية والتعليم ومكتب وزارة العمل ومكتب الشؤون الاجتماعية ومكتب البريد ومكتب وزارة الداخلية، إضافة إلى مستوصفان حكوميان . كما يوجد في المخيم مؤسسات تابعة لوكالة غوث وتشغيل اللاجئين الفلسطينيين أونروا، وهي: مكتب التسجيلات ومكتب خدمات الشؤون الاجتماعية والتموين ومكتب الصحة والبيئة، ومكتب للإقراض والتنمية، وعيادتان صحيتان، ويتلقى طلاب المخيم تعليمهم بمراحله الثلاث في 7 مدارس ثانوية و8 مدارس إعدادية و13 مدرسة ابتدائية، كما ويوجد في مخيم النصيرات حوالي 30 مؤسسة أهلية وثقافية وأندية رياضية، تعنى جميعها بالطفل والشاب والمرأة والصحة والمعاق.
يعد يوم الاثنين، يوم السوق الشعبي للمخيم، حيث يقصده التجار من مناطق قطاع غزة كافة لعرض بضائعهم، نظراً لكونه واحداً من أضخم الأسواق التجارية في قطاع غزة، لارتفاع عدد سكان المخيم.